# Amandine du 38
Amandine du 38, ou Miss Amanda, est une rappeuse amatrice dont les vidéos ont provoqué un buzz début 2009. Ses prestations, jugées maladroites, ont provoqué une campagne de harcèlement scolaire et de cyberharcèlement à son égard, ce qui l'a conduite à arrêter ses vidéos et ses études.
Elle revient sous le nom de Miss Sing en mars 2010 pour tenter en vain de sortir un album sous un label participatif.

## Le buzz
En décembre 2008, Amandine, 18 ans, résidant à Villefontaine en Isère, publie sur internet une vidéo de rap tournée dans son salon intitulée « École au Sénégal » sous le nom Miss Amanda, et ce, afin de montrer ses débuts et d'obtenir des conseils pour s'améliorer. Ce rap amateur, qui « massacre la langue de Molière », est repéré par le 6/9 d'NRJ et fait le buzz début 2009 sous le pseudonyme Amandine du 38 qu'elle n'a jamais choisi. Ce buzz entraîne sur internet, par téléphone et dans son lycée des moqueries, des insultes, et des clashs vidéo alimentés par des radios telles NRJ, Ado FM ou RMG 38 ainsi que des menaces de mort et des rumeurs de suicide,. Elle répond à ces critiques en vidéo et continue de publier des chansons, allant ainsi à l'encontre des conseils du conseil de la vie scolaire de son lycée et de ses parents qui souhaitent protéger son frère et sa sœur qui se font également insulter à l'école et lui demandent d'arrêter. À cause de demandes incessantes de rapper lors des intercours, elle arrête finalement ses vidéos pendant quelques mois ainsi que ses études, sans renoncer à ses rêves de faire carrière dans le rap,.

## Tentative de sortie d'un album
En mars 2010, Amandine du 38 revient avec de nouvelles chansons sous le nom de Miss Sing. Elle tente de sortir un album sous les labels My Major Company et Akamusic, sans succès. Elle continue cependant d'être harcelée (piratage de son compte YouTube, My Major Company et de son blog), se demandant si elle doit regretter d'avoir publié sa première vidéo, déclarant qu'elle voulait « simplement rapper et puis c’est tout ».

## Postérité
Amandine du 38 est encore citée jusqu'en 2014 en exemple de rap ridicule et de notoriété virtuelle acquise très vite et sans talent à cause du partage de vidéos sur Internet.

## Vie privée
Amandine du 38 s'est convertie à l'islam, religion qui l'attirait depuis ses douze ans. Son ancien compagnon a essayé de contracter un mariage gris pour avoir la nationalité française, mais la religion lui permet de garder espoir après leur séparation. Amandine est mariée et mère de cinq enfants.